# Euchoeca
Euchoeca là một chi bướm đêm thuộc họ Geometridae.

## Các loài
- Euchoeca nebulata (Scopoli, 1763) – Dingy Shell